# Дикое поле
Ди́кое По́ле (укр. Ди́ке По́ле) — историческая область неразграниченных и слабозаселённых причерноморских и приазовских степей между Днестром на западе и Доном и Хопром на востоке. 

## История

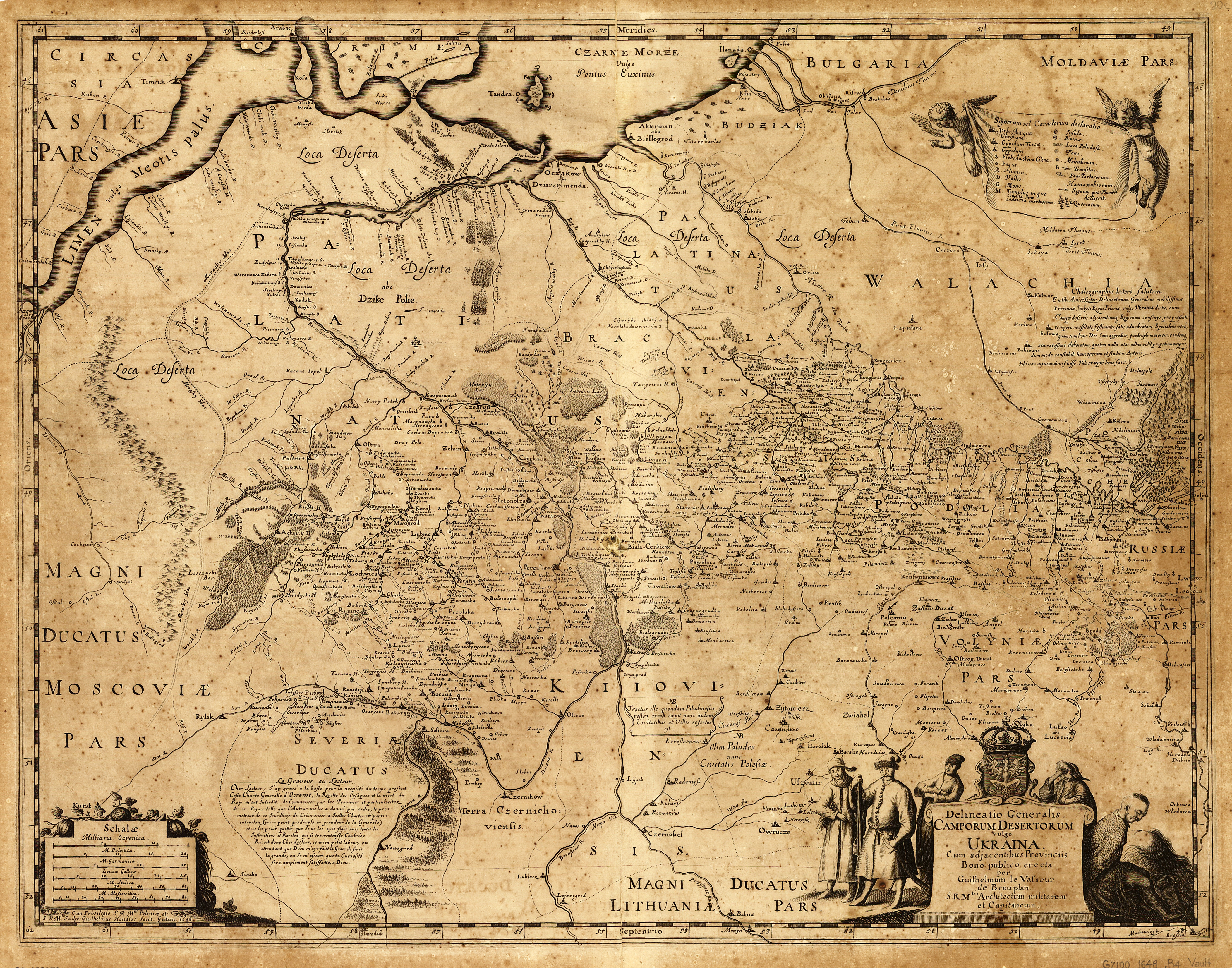
Карта территории Диких полей по описаниям де Боплана примыкающих к Польше и России, гравюра, 1648.

Согласно первым письменным историческим документам (Геродот и другие античные историки), на всей территории, находящейся севернее Чёрного моря (у античных авторов Понтийское море), обитали скифы — впрочем, слабозаселённость территории и отсутствие охраняемых границ позволяли осуществлять вылазки на эту территорию различным кочевым народам. 
Здесь жили степные кочевники-скотоводы: хазары, печенеги, половцы, татары, которые устраивали набеги на земли Киевской Руси. Для защиты от них из Киева, Чернигова и других русских городов направлялись княжеские дружины и создавались сторожевые посты, а в дальнейшем из них вырастали поселения и города.
Часть Дикого поля с определённого времени находилась под контролем донских, хопёрских, запорожских казаков, болоховцев и других казачьих формирований. В XVI—XVII веках московское правительство, продвигаясь на территорию Дикого поля для ведения эффективной борьбы против крымскотатарских набегов, создавало системы оборонительных сооружений, включавшие крепости, засеки, земляные валы и рвы, организовывало станичную и сторожевую службу. На оборонительных линиях селились служилые люди.
В 1560-х годах были основаны крепости Орёл, Новосиль и Данков. В 1580—1590-х годах возникают, тоже на местах воеводских стоянок, Ливны и Воронеж, Елец, Кромы, Касторное и, наконец, передовой пост южной колонизации, Белгород. Естественно, что бо́льшая часть населения, появляющегося во всех этих местах, состояла на первых порах или из служилых людей или из лиц, которых правительство привлекало к военной службе; вместе со службой правительство требовало от поселенцев занятий земледелием, как на их собственной, так и на казённой пашне; в противном случае ему пришлось бы посылать военным колонистам «хлебное жалованье» из Москвы. При этих условиях возникает на южной окраине тип «однодворца», соединяющего черты служилого человека и пахотного крестьянина. Участки, отведённые однодворцам в надел, долго оставались без всякой другой рабочей силы, кроме самих хозяев. Только мало-помалу, и конечно, чем южнее, тем позже, на однодворческих землях стало селиться крестьянское население.

для защищения Святых Божиих церквей и целости и покою христианского от бусурманских татарских безвестных приходов на поле построить Черту, и от Крымские стороны через Муравскую и Кальмиюскую Сакмы, от реки Псла к реке Дону до Воронежа на 377 верстах, а от Воронежа чрез Нагайские Сакмы вверх по реке Воронежу к Козлову и к Танбову на 205 верстах, а от Танбова до реки Волги и до Симбирска на 374 верстах, всего на 956 верстах, и по Черте построить городы, а промеж городов по полям земляной вал и рвы и остроги и надолбы, а в лесах засеки и всякие крепости, чтобы на ево государевы украины теми местами татарского приходу не было.— «Выписка в Разряд о построении новых городов и Черты» 1681 года.
В XVII веке ввиду крымско-ногайских набегов решено было исправить старую (Тульскую) линию укреплений и построить новую, чтобы загородить и обезопасить от набегов русское население, разместившееся южнее старой границы. Основанные с тысяча пятьсот шестидесятых годов «польные» города должны были войти в «черту». Построение этой новой, так называемой «Белгородской черты», началось в 1636 году и продолжалось двадцать лет. В состав этой черты входили следующие вновь основанные «города»: Ахтырской, Олешня, Вольной, Хотмышской, Карпов, Болховец, Белгород, Короча, Яблонов, Новый Оскол, Верхососенск, Усерд, Ольшанск, Острогожск, Коротояк, Урыв, Воронеж, Орлово, Усмань, Козлов, Белоколодск, Сокольск (Доброе, Бельской, Чернавской). Далее «черта» примыкала к Тамбову, где она соединялась с другой, «Симбирской чертой», устроенной в те же годы: Тамбов, Верхний и Нижний Ломовы (оба в 1636 году), Инсар (1648), Саранск, Атемар, Сурск, Аргаш, Малый Корсунов, Карсун, Урень, Тагай, Юшанск, Синбирск.
Условия колонизации были неодинаковы на всём протяжении этой длинной укреплённой границы. В западной её части правительственные меры обороны не поспевали за ходом вольной колонизации, быстро опередившим только что построенную черту. В восточной половине, наоборот, правительству приходилось силой переселять на черту военных колонистов из более северных поселений. Так, Инсар был заселён переселенцами из Темникова, Карсун — из Алатыря, Симбирск — из Тетюшей.
Край на юг от Белгородской черты быстрым своим заселением обязан казакам. Уже с начала XVII века население начало заселять Полтавщину; польское правительство старалось содействовать этому колонизационному движению в тех же видах, как и московское: таким образом создавался барьер между татарской степью и оседлым населением правого берега Днепра. К тысяча шестьсот сороковым годам колонизация Полтавщины была в существенных чертах закончена.
После присоединения левобережной Украины к России в 1660-х и 1680-х годах освоение Дикой Степи возобновилось с новой силой. В первый период заселялись целыми полками Сумы и Острогожск, Ахтырка и Харьков; в последний период возникли Суджа, Белополье, Волчанск, Тор, Золочев и ряд городков на донецких бродах: Савинск, Бишкин, Балаклея, Андреевы Лозы. Для защиты новых поселений правительство провело новую оборонительную линию по течению Донца; но, едва выстроенная, она уже заслоняется с юга поселениями Изюмского полка (1681): сюда переселились жители разорённого и опустошённого турками и русскими правого берега Днепра (во время так называемого «сгона»).
К концу XVII века двинулась несколько вперёд и русская колонизация, приостановившаяся с середины века. Из северо-западных половин бывшей Воронежской и Тамбовской губерний население начинает заметно приливать в юго-восточные, так что, наконец, правительство принимает меры, чтобы не пропускать в степь гулящих людей. Далее на восток, с устройством сторожевой линии между Пензой и Сызранью (1681—1685), не только местности на север от этой линии становятся безопасны, но даже и на юг от неё, на севере бывшей Саратовской губернии начали появляться первые русские поселенцы. При Петре I и его ближайших преемниках продолжается постепенное расселение русских в этих направлениях.

## География

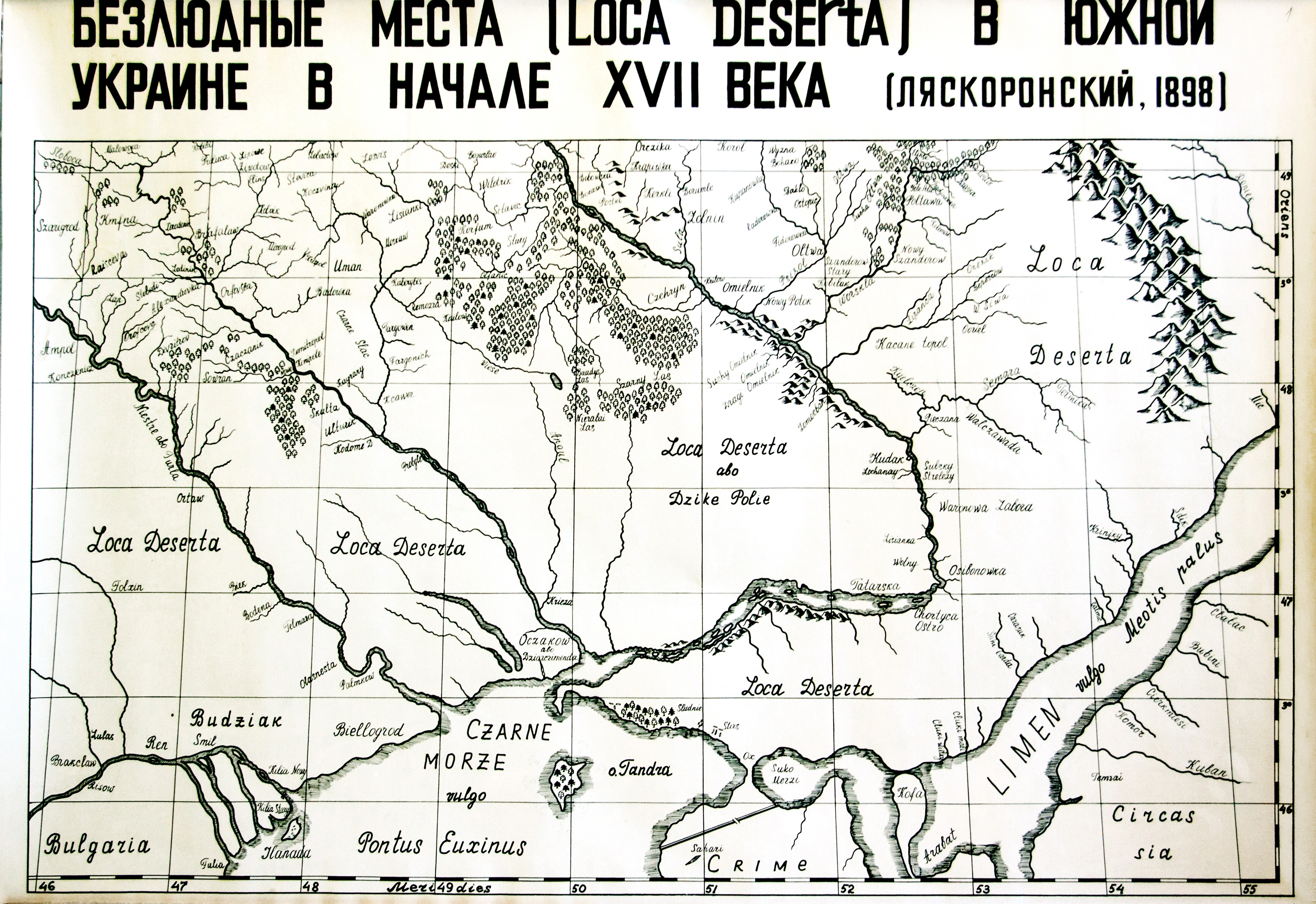
Безлюдные места южной Украины, в начале а (Ляскоронский,)

На картах Речи Посполитой, выполненных Гийомом Левассёр де Бопланом (фр. Guillaume Le Vasseur de Beauplan) — французским инженером и военным картографом — впервые (с 1648 года) появляется название «Дикое Поле» (пол. Dzike Polie), как синоним безлюдных пространств (лат. Loca deserta) Причерноморья. Общепризнанных и бесспорных границ Дикое поле никогда не имело. На карте голландца Николаса Пискатора (Висхера) II (1697 год) имя «Dikia Pole» носит левобережье Северского Донца. 3 сентября 1701 года 26 чембарских мелкопоместных дворян «били челом великому государю… а есть де в Саранском уезде порозжая земля и леса, и всякие угодьи… в поместье и в оброк никому не отдано и никто теми землями не владеет. И великому государю пожаловать их велеть тех порозжих земель Дикова Поля им в указанное число в оклады…».
В границах Дикого поля сейчас располагаются Луганская, Донецкая, Днепропетровская, Запорожская, Кировоградская, Николаевская, Одесская, Полтавская, Сумская, Харьковская и Херсонская области Украины, левый берег Днестра в пределах официальных границ Республики Молдова (непризнанная ПМР) и территории Белгородской, Липецкой, Тульской, Орловской, Курской, Тамбовской, Пензенской, Воронежской, Саратовской, Волгоградской, Ростовской областей Российской Федерации.

## Топонимика
Названия городов и рек в пограничном между Старой Русью и Диким полем районе (топонимы и гидронимы) сохранялись в Диком поле многими столетиями при практически полном отсутствии русского населения. Так, древнерусские города Змеев и Донец, сожжённые татарами в XIII веке, сохранили свои названия 450 лет между двумя письменными упоминаниями (под 1185 годом — Слово о полку Игореве, Ипатьевская летопись — и 1627 годом — третья редакция Книги Большому Чертежу), превратившись в Змиево городище и Донецкое городище. Река Харьков, согласно Филарету (Гумилевскому), сохранила своё название также с XII до начала XVII века,
А по левой стороне вверх по Удам, выше Хорошего городища, Донецкое городище, от Хорошего вёрст с пять. А выше Донецкого городища, с правой стороны, впала в Уды речка Харькова, от городища с версту; а в Харькову пала речка Лопина
,
Река Донец также сохранила своё название на протяжении более 400 лет. Имевшиеся в XVI веке руины окрестных разорённых городов — Хорошево городище, Салтовское городище, Чугуевское городище, Змиевское городище — при их новом заселении в XVI—XVII веках не изменили своих названий, став Хорошевом, Салтовом, Чугуевом, Зми́ёвом. Харьковское городище в момент его нового заселения сразу стало Харьковом, и город ни в одном источнике иначе не назывался. При этом, проведенными на Чугуевском городище археологическими исследованиями в 1996, 2005—2007, 2009 гг. было установлено что оно было создано в VIII—IX веках раннесредневековым населением салтово-маяцкой археологической культуры, существовавшей во времена зависимости от Хазарского каганата. Отмечены отдельные находки золотоордынского времени. Иные предполагаемые ранее теоретически культурные отложения (скифские, раннеславянские, древнерусские) на памятнике отсутствуют[20].